# Iona Nikítxenko
El major general Iona Timoféievitx Nikíttxenko (rus: Иона Тимофеевич Никитченко) (28 de juny del 1895, Óblast del Voisko del Don, Imperi Rus - 22 d'abril de 1967, Moscou, RSFSR) fou un jutge del Tribunal Suprem de la Unió Soviètica.
Iona va néixer en el si d'una família pagesa al khútor de Tuzlukov (actualment óblast de Rostov). Va estudiar al seu Institut Agricultural i el 1916 es va unir als bolxevics. La seva experiència judicial va començar al maig de 1920, quan va ser nomenat com a president-adjunt del Tribunal Militar del Grup de l'Exèrcit de Semiretxie durant la guerra civil, moment en què va participar a primera línia en la regió d'Àsia Orient. El 1924 va ser nomenat membre del Tribunal Col·legiat Militar del Districte Militar de Moscou.
Nikíttxenko va presidir alguns dels més notoris judicis farsa de Ióssif Stalin durant la Gran Purga de 1936 a 1938, on, entre d'altres, condemnà Kàmenev i Zinóviev.

## Judicis de Nuremberg
Nikíttxenko va ser un dels tres redactors principals de la Carta de Londres. També va ser jutge de la Unió Soviètica en els judicis de Nuremberg, i va presidir la sessió a Berlín. Els prejudicis de Nikíttxenko van ser evidents des del primer moment. Abans que el Tribunal es convoqués, Nikíttxenko va explicar la perspectiva soviètica dels judicis: 
"Estem tractant aquí amb els principals criminals de guerra que ja han estat condemnats i la condemna ha estat ja anunciada tant a la declaració de Moscou com a la de Crimea [Ialta] per part dels caps dels governs [aliats] .... La idea és assegurar un càstig ràpid i just pel crim ".
Les seves declaracions al respecte fan venir al cap les del jutge del Tribunal Suprem dels Estats Units Harlan Fiske Stone que va escriure "El cap dels fiscals dels Estats Units, Jackson, està duent a terme en el seu més alt grau un linxament a Nuremberg, no m'importa el que faci als nazis, però detesto veure la pretensió que s'està celebrant un judici segons el common law. Això és una mica massa beat, un frau per satisfer les meves idees antiquades." Nikíttxenko estava fins aleshores sol en la visualització dels judicis de Nuremberg com una farsa legal del procés que havia de conduir a la mort d'un gran nombre de notoris malvats.
Nikíttxenko dissentí contra les absolucions de Hjalmar Schacht, Franz von Papen i Hans Fritzsche, i demanà la pena de mort per a Rudolf Hess. Nikíttxenko va dir, en aquest moment del judici "Si... el jutge se suposa que és primacial, això només donaria lloc a retards innecessaris." Hess, l'antic vice Führer de Hitler, l'home encarregat per Hitler d'implementar les lleis de Nuremberg de l'Alemanya Nazi, l'home que va signar el decret que establia la notòria ocupació alemanya del govern de Polònia, i des del 1941 en una presó britànica, fou sentenciat a cadena perpètua pel tribunal. Quant a això, fou de lluny el més antic dirigent nazi supervivent que va escapar a la sentència de mort. Nikíttxenko també va trobar incorrectes la majoria de les sentències del tribunal relatives al Gabinet del Reich, a l'Estat Major alemany i a l'Oberkommando der Wehrmacht. Atès que mai abans havia escrit una opinió dissident - això era un fet inaudit en la jurisprudència soviètica - i en estar segur de la forma de tal opinió, Nikíttxenko va ser assistit per escrit en les seves inconformitats pel seu company jutge Norman Birkett.
Nikíttxenko temia un compromís a un nivell massa indulgent. En el punt de deliberació final es va tornar a examinar el cas de Hess i va votar a favor de la cadena perpètua per la qual cosa l'oportunitat de Hess d'escapolir-se amb un menor grau de càstig no es va produir.